# Riccardo Ferri
Riccardo Ferri (Crema, 20 de agosto de 1963) é um ex-futebolista italiano que atuava como zagueiro.

## Carreira
Revelado pela Internazionale, estreou profissionalmente em outubro de 1981, contra o Cesena. Em pouco tempo, desbancou o então titular Graziano Bini e passou a compor a defesa, juntamente com Giuseppe Baresi, Giuseppe Bergomi e Fulvio Collovati. Em 13 temporadas, o zagueiro jogou 290 partidas de Série A pela Inter (418 no total), marcando apenas 6 gols. Ganhou o scudetto em 1988-89 e a Copa da UEFA em 1991.
Em 1994, foi para a Sampdoria juntamente com o goleiro Walter Zenga. Após 36 partidas pelo clube genovês, pendurou as chuteiras em 1996, aos 33 anos de idade, com o recorde de mais gols-contra na história da Primeira Divisão italiana (8, juntamente com Franco Baresi).
Já aposentado, Ferri ensaiou uma carreira de treinador, inicialmente nas categorias de base da Inter e, posteriormente, no Pavia. Chegou também a trabalhar como comentarista antes de mudar-se para os Estados Unidos, onde é o responsável pela Academia de Talentos dos nerazzurri.

## Seleção Italiana
Disputou 45 partidas pela Seleção Italiana, pela qual fez sua estreia em 1986, contra Malta, jogando a Eurocopa de 1988 e a Copa de 1990. Deixou as convocações da Squadra Azzurra em 1992, já sob o comando de Arrigo Sacchi.

## Títulos
Inter
- Serie A: 1988–89
- Coppa Italia: 1981–82
- Supercoppa Italiana: 1989
- UEFA Cup: 1990–91, 1993–94